# Église de Jésus de Gênes
Pour les articles homonymes, voir Église du Gesù (homonymie).
L'église de Jésus de Gênes (en italien : chiesa del Gesù), ou plus précisément, église des saints-Ambroise-et-André (en italien :  chiesa dei Santi Ambrogio e Andrea), est une église baroque de la fin du XVIe siècle sise à Gênes, en Ligurie (Italie). Établie au cœur du centre historique de la ville, à proximité du palais ducal et de l'archevêché elle est desservie par les jésuites depuis sa reconstruction.

## Historique
La première église – dédiée à saint Ambroise - remonte au VIe siècle lorsque le clergé milanais, fuyant les persécutions lombardes, s’établit à Gênes avec son évêque Honoré Castiglioni (it) qui en 569 y établit provisoirement son siège, près de la cathédrale Saint-Laurent.
L’exil génois dure plus d’un siècle. Durant la seconde moitié du VIIe siècle Giovanni Bono retourne à Milan La présence des Milanais avait nécessité la construction d’une église qui fut placée sous le patronage de saint Ambroise.
L'église est confiée aux jésuites lorsque le premier groupe d’entre eux arrive à Gênes en 1552. Ils aménagent l’édifice suivant les besoins d’une prédication moderne et y apportant de grandes modifications sous la direction de l’architecte jésuite Giuseppe Valeriano, lui donnant vers 1589 la forme baroque actuelle. Grand soin est apporté à la décoration intérieure : de nombreux chefs-d’œuvre ornent son intérieur.
La façade est refaite durant la seconde moitié du XIXe siècle, après la démolition de l’arcade qui mettait en communication directe le palais ducal avec l'église du Gesù, par sa façade, prenant pour modèle d’anciens projets de Pierre-Paul Rubens. Terminée en 1894, elle est enjolivée des statues de saint Ambroise et de saint André, œuvres de Michele Ramognino.

## Patrimoine

### Voûte, coupole et maître-autel
La nef centrale et la coupole sont ornées de fresques de Giovanni Bernardo Carlone (1624), ce dernier étant l’auteur de la fresque des Quatre Évangélistes se trouvant au pied de la coupole. Les quatre grandes statues sont des œuvres du sculpteur Francesco Biggi.
Au-dessus du maître-autel se trouvent quelques toiles, dont la Circoncision de Pierre-Paul Rubens (1608), le Massacre des Innocents de Giovanni Battista Merano et la Fuite en Égypte de Domenico Piola. Les candélabres de bronze sont d'Annibale Busca et, entre les colonnes, les statues des saints Pierre et Paul sont de Giuseppe Carlone.

### Nef latérale droite
Dans la première chapelle de la nef latérale droite on peut voir - dans la petite coupole – une fresque de Giuseppe Galeotti (it) et une peinture représentant Saint Ambroise chassant l’empereur Théodose Ier, œuvre de Giovanni Andrea De Ferrari (disciple de Bernardo Strozzi). Dans les niches : statues des saints Charles Borromée et Ambroise, les grands saints patrons de Milan, œuvres de Giovanni Domenico Casella (it) (dit le Scorticone)
Dans la petite coupole de la seconde chapelle se trouve une fresque de Lorenzo de Ferrari et une  Crucifixion de Simon Vouet (1622). Dans les niches : l'Ecce Homo et le Christ Rédempteur, statues de l'école des Carlone. Sous l'autel : une crèche sculptée de Tommaso Orsolino.
Dans le grand arc de la troisième chapelle : des fresques du peintre Lorenzo de Ferrari et la toile de Guido Reni illustrant l’Assomption de Marie. Dans les niches, les rois David et Saül de Carlone (1677).

### Nef latérale gauche
Dans la première chapelle : des fresques de Lorenzo De Ferrari et un saint François-Borgia de P. Pozzi.
Dans la deuxième chapelle, le Martyre de saint Jean-Baptiste, une fresque de Bernardo Castello, le Baptême du Christ de Domenico Passignano et les statues représentant Élisabeth et Zacharie de Taddeo Carlone.
Dans la troisième chapelle se trouve l'œuvre de Pierre-Paul Rubens : Saint Ignace guérit un possédé.
Dans la quatrième chapelle : une peinture illustrant le Martyre de saint André de Teramo Piaggio (1532).

## Galerie

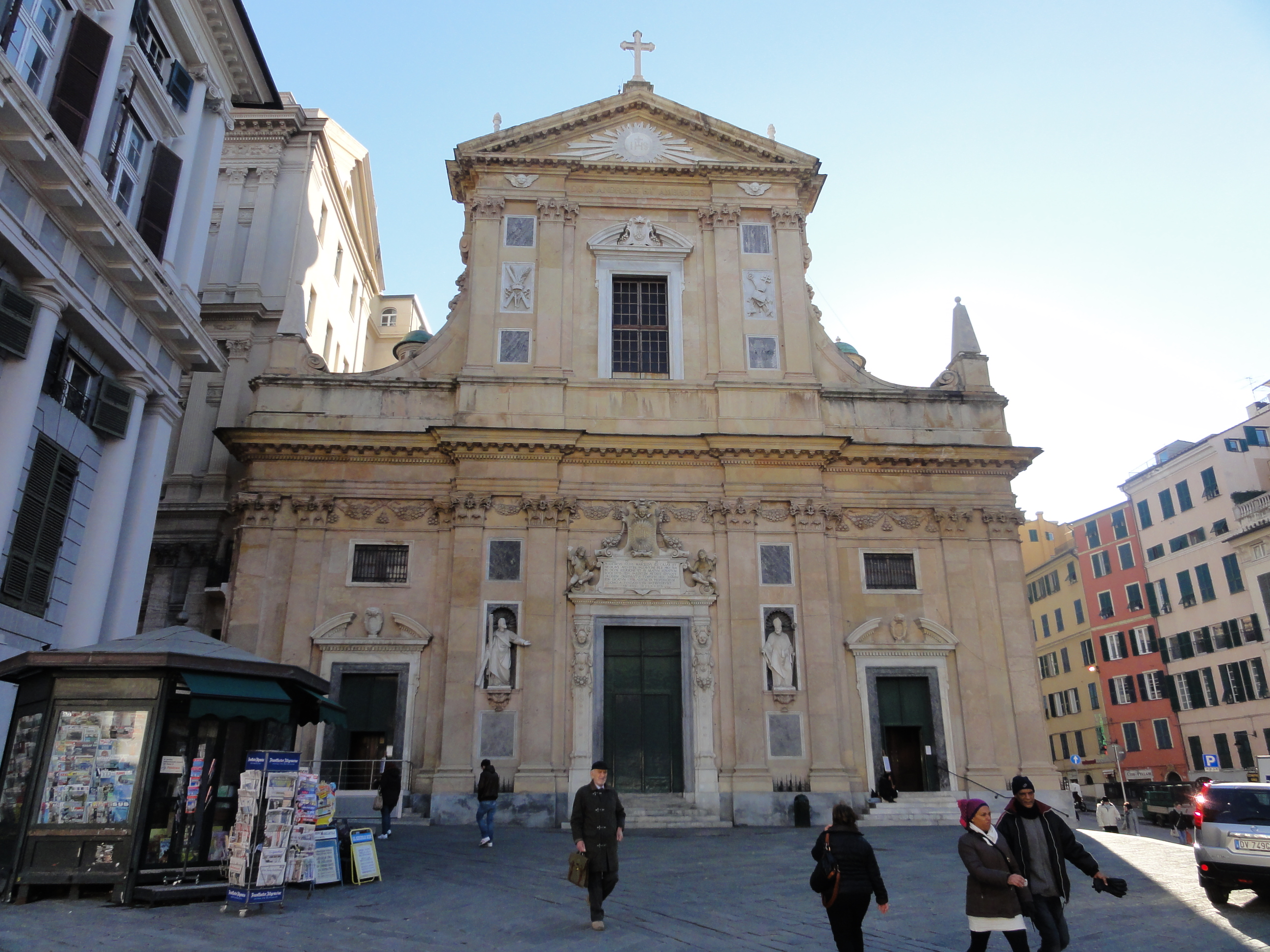
Façade de l'église.
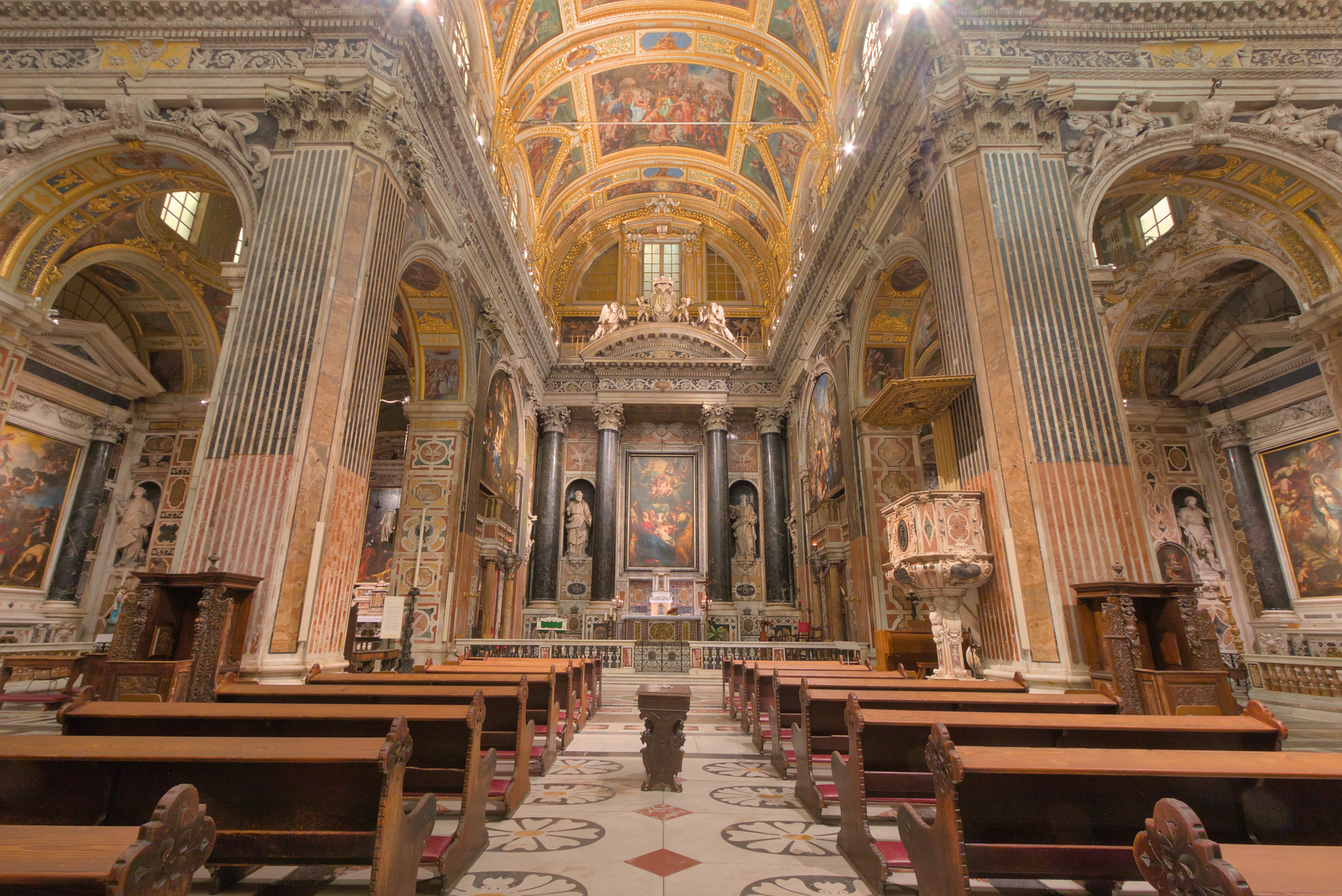
La nef et le chœur.
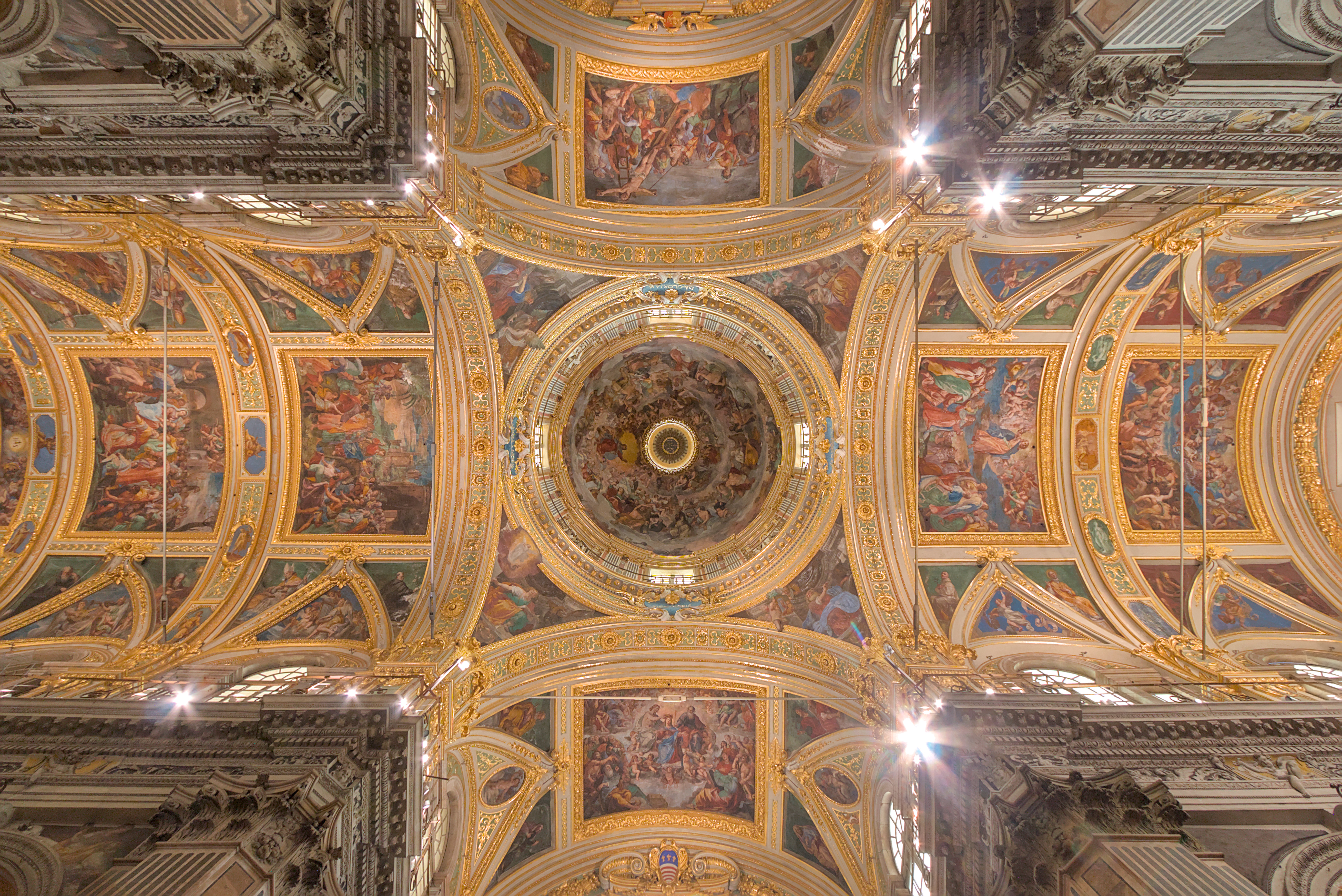
Fresques de la voûte.